# Dercil (escriptor)
Dercil o Dèrcil·le (en llatí Dercylus o Dercyllus, en grec antic Δερκύλος "Derkýlos" o Δέρκυλλος "Dérkyllos"), fou un escriptor grec molt antic del qual es desconeix l'època en què va viure, mencionat diverses vegades sempre en connexió amb Àgies (probablement un personatge diferent de l'Àgies autor de Νόστοι).
Plutarc, Ateneu i altres esmenten les seves obres:
- 1. Ἀργολικά (Argòlica).
- 2. Ἰταλικά (Itàlica).
- 3. Αἰτολικά (Etòlica).
- 4. Κτίσεις ("Ktíseis", creació del món).
- 5. Σατυρικά (probablement faules relacionades amb els sàtirs).
- 6. Περὶ ὀρῶν (sobre les muntanyes).
- 7. Περὶ λίθων (sobre les pedres).[1]